# ばつ×いち
『ばつ×いち』は、おーはしるいによる日本の4コマ漫画。『まんがライフオリジナル』（竹書房）にて2007年4月号に読み切りが掲載後、同年10月号より2022年2月号まで連載された。テーマは「ダメな大人としっかり者の娘」。まずいコーヒーしか淹れられないマスターとバイトの女子大生たちがおりなす喫茶店コメディ。話数表記は「ばつ×○」（○内は話数）。

## 沿革
2007年に『まんがライフオリジナル』にて連載開始。2009年7月10日発売の同誌8月号では、同誌の人気作品の番外編などが収録されたブックインブックを封入。本作もそのうちの1作として収録されている。2014年11月25日に発売されたおーはし作品収録の増刊号『まんがライフセレクションおーはしるいスペシャル』では本作の描きおろし4コマ漫画などを収録し、2016年9月30日発売の同増刊号にも収録。2019年9月30日発売の同増刊号では本作の再録のほか、描きおろしが収録されている。2022年1月11日発売の『まんがライフオリジナル』2月号に最終回を掲載。
完結後、同年5月11日発売の同誌6月号より、3号連続で番外編が掲載される。

## 登場人物

### 主要キャラクター
只元 育志（ただもと いくし）
主人公。喫茶店「x」（イクス）のマスター。29歳。元々は銀行員だったが脱サラして喫茶店を開業。だが喫茶店の要であるコーヒーを淹れると、サイフォンからは不気味な湯気やドロドロのコーヒーがあふれ出し、味もとてつもなくまずく、その味は「毒」「泥」と形容されるほど。気合いを入れるとさらにとんでもないことになるが、逆に体調が悪い時はそれなりに飲める味になる。料理は上手く、大盛りや丼物などの「男の料理」や、クッキーなどのお菓子も得意。
藤崎 由依（ふじさき ゆい）
「x」のアルバイトの女子大生。19歳。ヒロイン兼ツッコミ役。大学では史学を専攻しており、歴史が大好きな「歴女」で、理想の男性が長谷川平蔵や中村主水と、かなり渋い。
浅井 正（あさい ただし）
「x」の常連客で店が入居しているビルのオーナー兼1階の薬局店長。29歳。育志とは学生時代からの友人。温和な笑顔でどんなキザなセリフも嫌味が無くさらっと言えるため、女性にモテる（学生時代は制服のボタンがすぐに無くなり、薬局のパートが浅井を巡って争うほど）。そのためキザな台詞を言っては結衣を赤面させていたが、後に無自覚にそういう台詞を言ってしまうという描写に変化した。
花梨という女性と結婚していたが、浅井が女性にモテることとその女性たちからの嫌がらせに妻が堪えかね離婚。浅井自身は彼女に対し好意を持ち続けている。花梨とは大学1年生のころに知り合い、寂れた場所に花を植えて育てる優しさに惚れ恋人同士となった。
沖田 綾乃（おきた あやの）
「x」の常連客のインテリアコーディネーターで育志の元妻。28歳（27歳→26歳と年齢が変化したが最終的に28歳に戻った）。腹に一物のある美人でことあるごとに育志をイジって楽しんでいる。一方で育志が他の女性に意識を向けるのは面白くないらしく、不機嫌になることもあるが再婚の意志はないときっぱりと考えている。結衣にとって頼れるお姉さん的存在。育志とは銀行の同僚で職場結婚したが、綾乃に黙って脱サラして喫茶店を開いたため離婚した。育志とは逆に料理は下手（本人曰く「育志のコーヒーの50倍は殺傷能力がある」）。実は離婚の本当の理由は、育志が「描いた理想の家庭」を大切にしようとしていることを見抜き、妻の意志を無視していることに気づいたため。離婚秒読みの最中に酒に酔った育志が勢いで銀行を辞め、喫茶店を開いたのがトドメとなり離婚に至った。仕事ではシンプルなデザインに定評がある反面、自分の家は少女趣味全開。

### その他の人物
華野宮 るりか（はなのみや るりか）
「x」の常連客で恋愛小説作家。〆切に追われたり、行き詰まったりしたときに、目を覚ますため育志のコーヒーを注文する。その最中、育志と結衣の絡みをモデルにした『イケメンの喫茶店マスターと気弱な少女の恋愛小説』を執筆し、人気作となった。以後もネタに詰まると「x」を訪れている。冴えない見た目だが、雑誌に顔写真が掲載される際は別人のように華やかな容姿となっている。

## 書誌情報
- おーはしるい 『ばつ×いち』 竹書房〈バンブーコミックス〉、全11巻
  1. 2009年7月1日初版発行（2009年6月17日発売[8][9]）、ISBN 978-4-8124-7103-6
  2. 2010年7月10日初版発行（2010年6月26日発売[10]）、ISBN 978-4-8124-7297-2
    - 作者の別作品『わくわくワーキング』とのコラボ作品「わく×ばつ」（『まんがライフオリジナル』増刊『まんがライフセレクション』2009年11月増刊号初出）を収録。

  3. 2012年6月9日初版発行（2012年5月26日発売[11]）、ISBN 978-4-8124-7784-7
  4. 2013年6月10日初版発行（2013年5月27日発売[12]）、ISBN 978-4-8124-8184-4
    - 『わくわくワーキング』とのコラボ作品「わく×ばつシンデレラ」を描き下ろし掲載。

  5. 2015年3月13日初版発行（2015年2月27日発売[13]）、ISBN 978-4-8019-5094-8
    - 『わくわくワーキング』とコラボした性別逆転パロディ「ばつ×ぎゃく×わくな1日」（『まんがライフセレクション』2013年5月増刊号初出）および育志が沖田家へ初めて挨拶に行った日の回想をショートストーリー形式で描いた番外編「ばつがつく前のおはなし」（『まんがライフセレクション』2015年1月増刊号初出）を収録。

  6. 2016年12月12日初版発行（2016年11月28日発売[14]）、ISBN 978-4-8019-5691-9
    - るりかの小説のコミカライズ作品その他の漫画本を由依が読んでみるショートストーリー番外編「由依ちゃんレッツトライ!!」（『まんがライフセレクション』2016年11月増刊号初出）を収録。

  7. 2018年1月10日初版発行（2017年12月27日発売[15]）、ISBN 978-4-8019-6148-7
  8. 2018年11月12日初版発行（2018年10月29日発売[16]）、ISBN 978-4-8019-6421-1
  9. 2019年12月21日初版発行（2019年12月7日発売[17][18]）、ISBN 978-4-8019-6825-7
  10. 2021年5月11日初版発行（2021年4月27日発売[19]）、ISBN 978-4-8019-7280-3
  11. 2022年4月9日初版発行（2022年3月26日発売[20]）、ISBN 978-4-8019-7581-1